# Darius Thompson

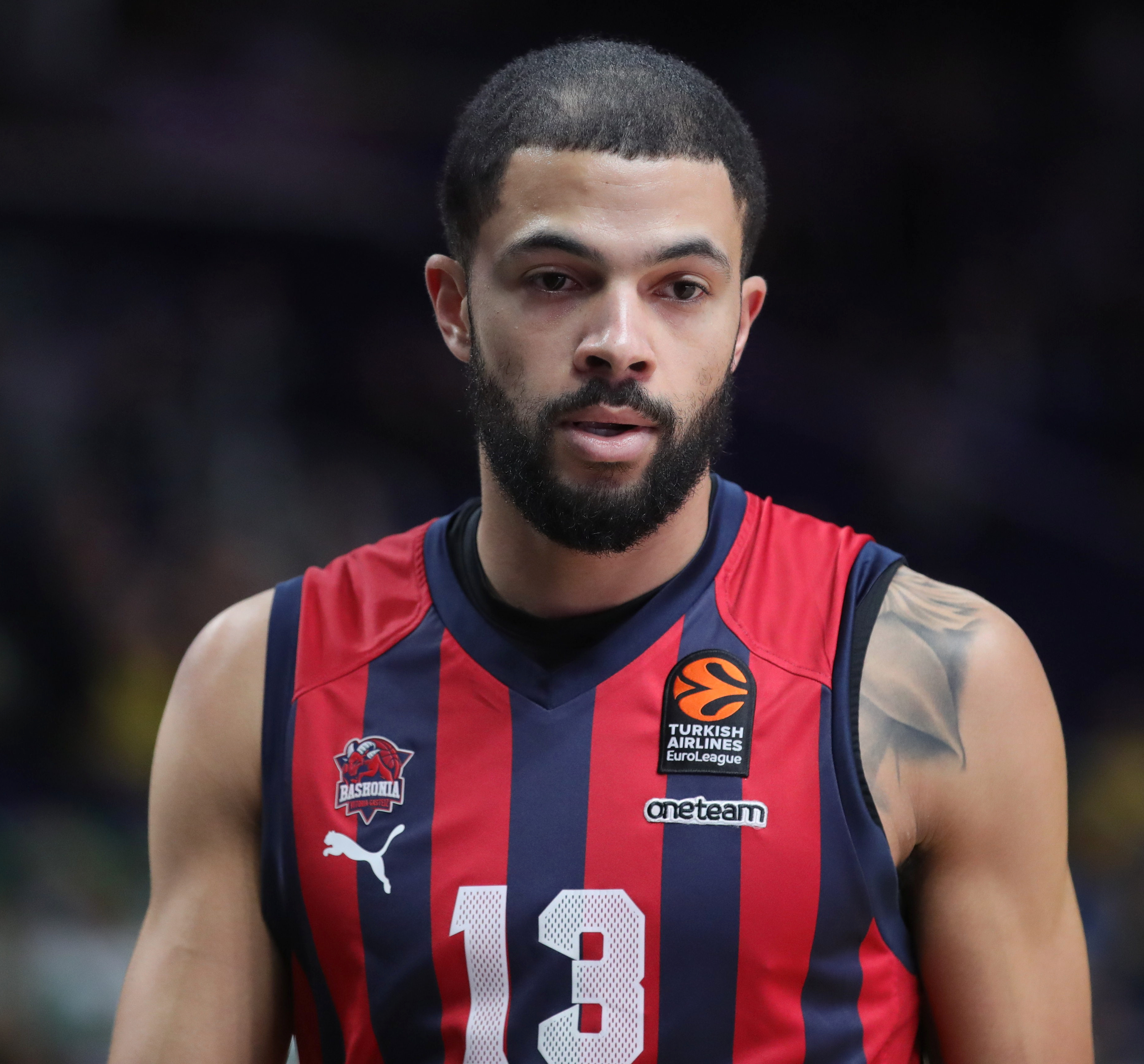
Darius Thompson con Baskonia en 2023

Darius Jamar Thompson  (Murfreesboro, Tennessee, 4 de mayo de 1995) es un jugador de baloncesto estadounidense que pertenece a la plantilla del Valencia Basket de la ACB. Con 1,93 metros de estatura, juega en la posición de base.

## Trayectoria deportiva

### Universidad
Es un escolta formado a caballo entre las universidades de Tennessee Volunteers (2013–2014), Virginia Cavaliers (2015–2017) y Western Kentucky Hilltoppers (2017–2018).

### Profesional
Tras no ser elegido en el Draft de la NBA de 2018, debutó como profesional en Holanda jugando la temporada 2018-19 en las filas del ZZ Leiden con el que fue máximo anotador y MVP de la Dutch Basketball League, además de ganar la Copa de baloncesto de los Países Bajos.
El 23 de julio de 2019, se hace oficial su compromiso con el New Basket Brindisi de la Serie A, la primera categoría de Italia por una temporada.
En la temporada 2021-22, firma por el Lokomotiv Kuban de la VTB United League.
El 13 de agosto de 2022, firma por el Saski Baskonia de la Liga Endesa.
El 7 de julio de 2023, firma por el Anadolu Efes de la BSL de Turquía.